# Mark Madsen (lottatore)
Mark Overgaard Madsen (Nykøbing Falster, 23 settembre 1984) è un lottatore danese, vincitore della medaglia d'argento nella categoria 75 kg (greco-romana) ai Giochi di Rio de Janeiro 2016.

## Palmarès
- Giochi olimpici

Rio de Janeiro 2016: argento nei 75 kg.
- Mondiali

Budapest 2005: argento nei 74 kg
Guangzhou 2006: bronzo nei 74 kg
Baku 2007: argento nei 74 kg
Herning 2009: argento nei 74 kg
Las Vegas 2015: argento nei 75 kg
- Europei

Vantaa 2014: bronzo nei 75 kg